# Tjernivtsi oblast
Tjernivtsi oblast (ukrainsk: Чернівецька область, tr. Tjernivetska oblast) er en af Ukraines 24 oblaster beliggende i den vestlige del af landet. Oblasten består hovedsagelig af den nordlige del af det historisk område Bukovina, og grænser op til Rumænien og Moldova. Oblasten er kendetegnet ved sine landskabsformer: Karpaterne og bakkerlandsskabet ved foden af bjergene, som gradvist går over i en bred delvist skovklædt dal beliggende mellem Dnestr og Prut floderne.
Oblastens administrative center er byen Tjernivtsi. Tjernivtsi oblast grænser op til Ivano-Frankivsk oblast, Ternopil oblast, Khmelnytskyj oblast, Vinnitsja oblast, Rumænien og Moldova. Oblasten har 226 km landegrænse til Rumænien og 198 km landegrænse til Moldova. Tjernivtsi oblast blev grundlagt 9. august 1940 og har et areal på 8.097 km². Oblasten har 890.457 (2022) indbyggere. Oblastens største by og administrative center er Tjernivtsi (264.333). Andre større byer er Storozjynets (14.505), Novodnistrovsk (10.909), Khotyn (9.692) og Sokyrjany (9.463).
Siden juli 2020 er Tjernivtsi oblast administrativt opdelt i 3 rajoner (distrikter). Disse er
- Rajon Tjernivtsi;
- Dnistrovskyj  rajon;
- Vyzjnytskyj  rajon.

Yderligere er  oblastens område fordelt på 11 byer og 8 bymæssige bebyggelser.